# Christine Ladd-Franklin
Christine Ladd-Franklin (Windsor (Connecticut), 1 december 1847 - New York, 5 maart 1930) was een Amerikaanse wiskundige (logica) en psycholoog. Zij voldeed als eerste vrouw in de Verenigde Staten aan alle noodzakelijke formele voorwaarden om te promoveren in de wiskunde (1883), hoewel haar promotie officieel pas in 1926, 43 jaar later, werd erkend.

## Wetenschappelijke loopbaan

### Opleiding
Ladd-Franklin studeerde taalkunde en natuurkunde aan het Vassar College waar zij in 1869 afstudeerde. Omdat zij destijds geen carrière in de natuurkunde kon maken, werkte ze als wiskundedocent in Pennsylvania en New York en publiceerde ze tegelijkertijd wiskundige stukken in de Engelse Educational Times en in The Analyst. Daarnaast nam zij in Harvard privéles bij de wiskundigen William Elwood Byerly en James Mills Peirce. In 1878 kon zij dankzij James Joseph Sylvester die haar artikelen kende en een goed woord voor haar had gedaan, aan het Graduate Program (dus met promoveren als doel) van de Johns Hopkins University deelnemen. In 1883 rondde zij haar studie af met een proefschrift in de logica bij Charles Sanders Peirce. Haar formele doctorsbul ontving zij echter pas in 1926 omdat vrouwen destijds niet konden promoveren aan de Johns Hopkins. Ook op de fellow lijst van de universiteit werd zij alleen separaat vermeld hoewel ze een fellowship ontvangen had. Haar dissertatie The Algebra of Logic werd in 1883 door Peirce gepubliceerd in de Studies in Logic.

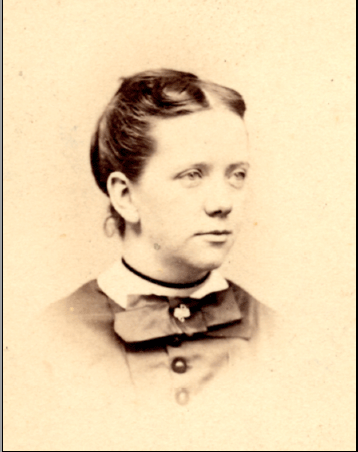
Foto van Christine Ladd-Franklin uit de archieven van Vassar College

### Wetenschappelijke activiteiten
Ladd-Franklin was naast Richard Mark Baldwin mede-uitgever van diens Dictionary of Philosophy and Psychology (1901-1905), waarvoor zij onder de afkorting C.L.F. artikelen schreef. Zij probeerde lange tijd zonder succes om aan de Johns Hopkins colleges te mogen geven, maar dit werd haar alleen van 1904 tot 1909 toegestaan. In 1895 beëindigde haar man zijn carrière als professor en werd hij journalist. Het echtpaar vertrok in 1910 naar New York omdat hij daar mede-uitgever van de New York Evening Post werd. Ladd-Franklin ging verder met publiceren vooral over haar kleurwaarnemingstheorie en gaf colleges aan onder andere de Columbia University (1912–1913), de Harvard University (1913) en de University of Chicago (1914). Zij slaagde er weliswaar niet in om een vaste academische functie verkrijgen, toch sprak zij op nationale en internationale psychologie- en filosofiecongressen.

### Bijdragen aan de logica
Ladd-Franklin hield zich in haar dissertatie bezig met de reductie van syllogismen in de klassieke logica van Aristoteles en zij liet een methode zien waarmee ook de geldigheid van gecompliceerde syllogismen kon worden vastgesteld. Zij noemde haar methode Inconsistent Triad of Antilogismus. De Triade bestaat uit de premissen van het syllogisme en de daardoor ontkennend gemaakte slotformulering (Konklusio). Steeds sluiten twee elementen van de triade het derde uit.

### Fysiologische zienswijze
Kort voor haar dood publiceerde zij een boek waarin zij haar bijdragen over kleurwaarneming bundelde (Color and Color Theories, Routledge 1929). Zij had zich sinds 1886 al met de theorie van het zien bezig gehouden. Tijdens een reis naar Europa (1891-1892) in het kader van het sabbaticaljaar van haar man deed zij onderzoek in het laboratorium van Georg Elias Müller aan de Universität Göttingen. Daar werden destijds geen vrouwen toegelaten, zij kreeg speciale toestemming van Müller en volgde privé colleges van hem. Daarna ging ze naar Berlijn waar zij onderzoek deed in het laboratorium van Hermann von Helmholtz en colleges van Arthur König volgde. Zij doceerden beide een driekleurentheorie van de kleurwaarneming in tegenstelling tot Müller met zijn theorie van tegenovergestelde kleuren. Ladd-Franklin ontwikkelde haar eigen theorie waarin zij delen van de theorieën van Helmholtz, König und Müller opnam. Haar theorie ging uit van een ontwikkeling van zwart-wit, naar blauw-geel, naar rood-groen in de loop van de evolutie. Zij presenteerde haar theorie in 1892 op het International Congress of Psychology in London.
Een van haar werken over fysiologische optica is aan het Blue Arc Phenomenon gewijd. In 1924 schreef zij een supplement voor de Engelse uitgave van het Handbuch der Physiologischen Optik van Helmholtz.

## professioneel engagement
Ladd-Franklin was bij de eerste vrouwen die toegelaten werden bij de American Psychological Association in december 1893. Ze was ook een van de eerste vrouwelijke leden in de Optical Society of Americain 1919. Ladd-Franklin bleef lid van beide organisaties tot aan haar dood en publiceerde en presenteerde er verschillende wetenschappelijke papers.

## Privéleven en activiteiten met betrekking tot het vrouwenrecht
Sinds augustus 1882 was zij met professor in de wiskunde Fabian Franklin (1853–1939) getrouwd met wie zij een dochter, Margaret, had die later een belangrijke rol in de Suffragette-beweging speelde. Ook Ladd-Franklins moeder en een tante, Juliet Niles, die ook Ladd-Franklins studie bekostigd had, waren feministen en Franklin-Ladd zette zich haar hele leven in voor de toelating en steun van vrouwen aan universiteiten en in de wetenschap. Zo verzocht zij de psycholoog Edward Bradford Titchener vrouwen in het algemeen en haarzelf in het bijzonder in zijn destijds toonaangevende college over experimentele psychologie te laten voordragen. Zijn argument dat er daar veel werd gerookt accepteerde ze niet, zij zei in gezelschap zelfs zelf te roken. Zij was tevens medeverantwoordelijk voor het opzetten van meerdere studiebeurzen speciaal voor vrouwen.
In 1887 verkreeg zij de eretitel LL. D. (doctor in de rechten) van het Vassar College.